# Tupistra
Tupistra es un género con una cincuenta de especies  de plantas fanerógamas perteneciente a la familia de las asparagáceas, anteriormente en las ruscáceas.

## Taxonomía
El género fue descrito por John Bellenden Ker Gawler  y publicado en Botanical Magazine 40: pl. 1655. 1814[1814].

## Especies seleccionadas
- Tupistra albiflora K.Larsen
- Tupistra annulata H.Li & J.L.Huang
- Tupistra aurantiaca Wall.
- Tupistra bambusifolia H.Lév. & Vaniot
- Tupistra cavaleriei H.Lév.
- Tupistra chinensis Baker
- Tupistra emeiensis Z.Y.Zhu
- Tupistra fimbriata Hand.-Mazz.
- Tupistra muricata (Gagnep.) N.Tanaka[4]